# ウィンタースポーツ
ウィンタースポーツ（英: winter sport）とは、スポーツのなかでも特に冬季に行われるものの総称。スキーやスノーボード、スノーホッケーなどのように雪上で行われるもの、スケートやボブスレー、リュージュ、カーリングなどのように氷上で行われるものがある。スポーツ全般は競技として行われる場合も楽しみで行われる場合もあるわけだが、ウィンタースポーツも同様で、楽しみ、レジャーとして行われる場合と競技として行われる場合がある。特に競技として行われるものについては日本語では冬季競技（とうききょうぎ）と呼ぶこともある。

## レジャー
レジャーとして行われるメジャーなウィンタースポーツとしてはスノーボード、スキー、アイススケートなどがある。
- 人工ゲレンデでスノーボードを楽しむ少年
- 雪山でスノーボードを楽しむ人
- ボードスライドという技をキメる青年。雪が多い国では冬季、公園の階段と手すりがストリート系のスノーボーダーの絶好の遊び場になる。
- 雪上を滑走するスキーヤー
- アイススケートを楽しむ人々

他にもスノーシューイング、アイスクライミング、スノーカイト、アイスセーリング、楽しみで行う犬ぞりなどもある。
- スノーシューイング。スノーシューを履いて行う雪原や雪山のトレッキング。
- アイスクライミング
- スノーカイト
- アイスセーリング（アイスボート、en:Iceboat）
- 犬ぞり（カナダ、ケベック）
- 雪合戦

## 雪上競技

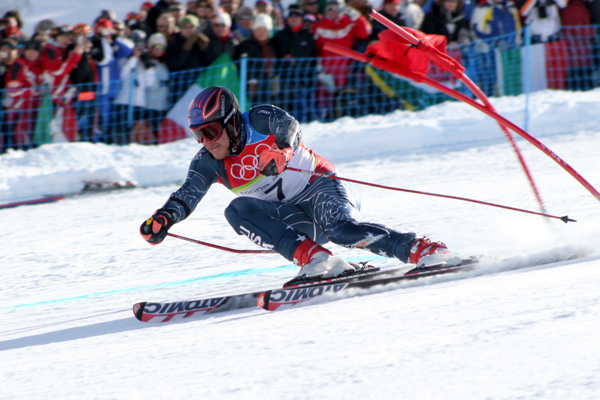
アルペンスキー

### アルペンスキー
アルペン（独: Alpen）はドイツ語でアルプス山脈を意味し、アルペンスキーとはその山岳地帯で発展したスキー競技のことをいう。山の急斜面を滑り降りる。

### ノルディックスキー
アルペンスキーに対して、北ヨーロッパの丘陵地帯で発展した距離（クロスカントリー）、飛躍（ジャンプ）、複合（コンバインド）といったスキー競技はノルディック（英: Nordic、北欧の）と呼ばれるようになった。

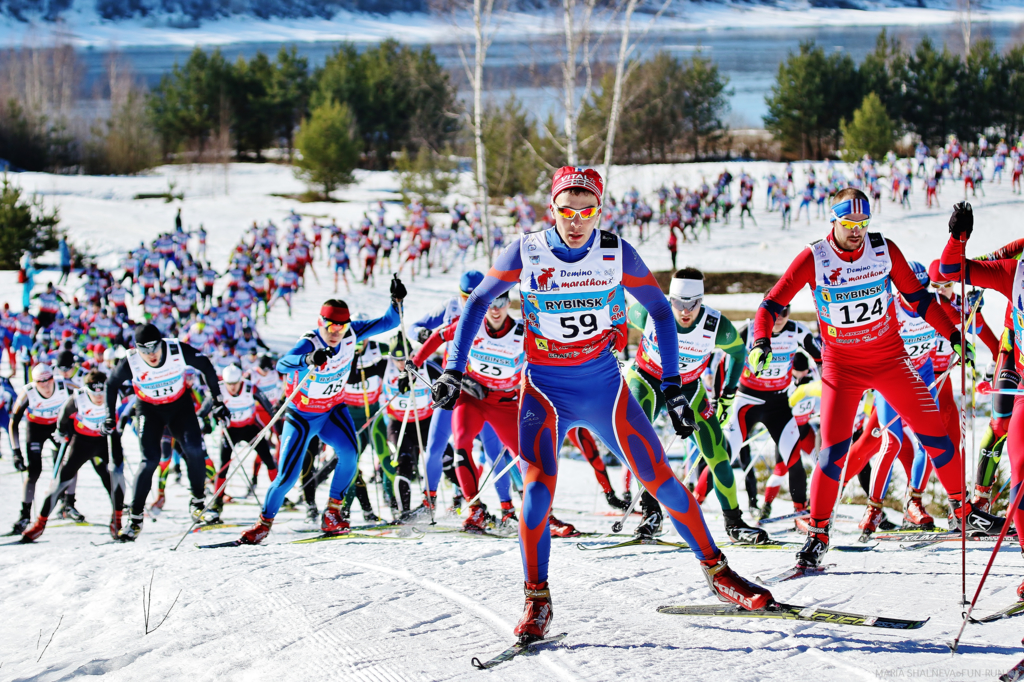
クロスカントリースキー

#### クロスカントリースキー
雪の積もった森林や丘陵に設けられたコースをスキーで走る。

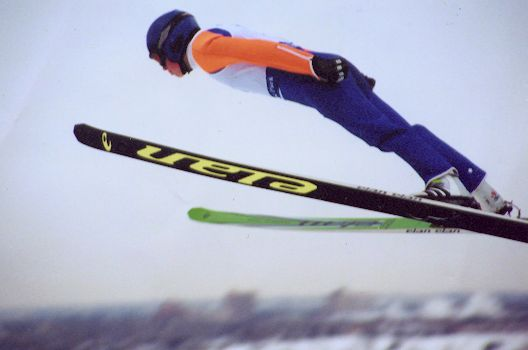
スキージャンプ

#### スキージャンプ
大会では、飛距離と飛型を点数に換算し、その合計を競う。

#### バイアスロン
クロスカントリーとライフル射撃を組み合わせた競技で、スキーの走力とともに射撃の技術が求められる。国際バイアスロン連合の管轄であり、国際スキー連盟の下ではノルディックスキーに含まれない。

### フリースタイルスキー
ジャンプや空中演技を交えながら特設のゲレンデやジャンプ台を滑り降りる競技で、技やスピードを競う。モーグルやエアリアルなどいくつかの種目がある。

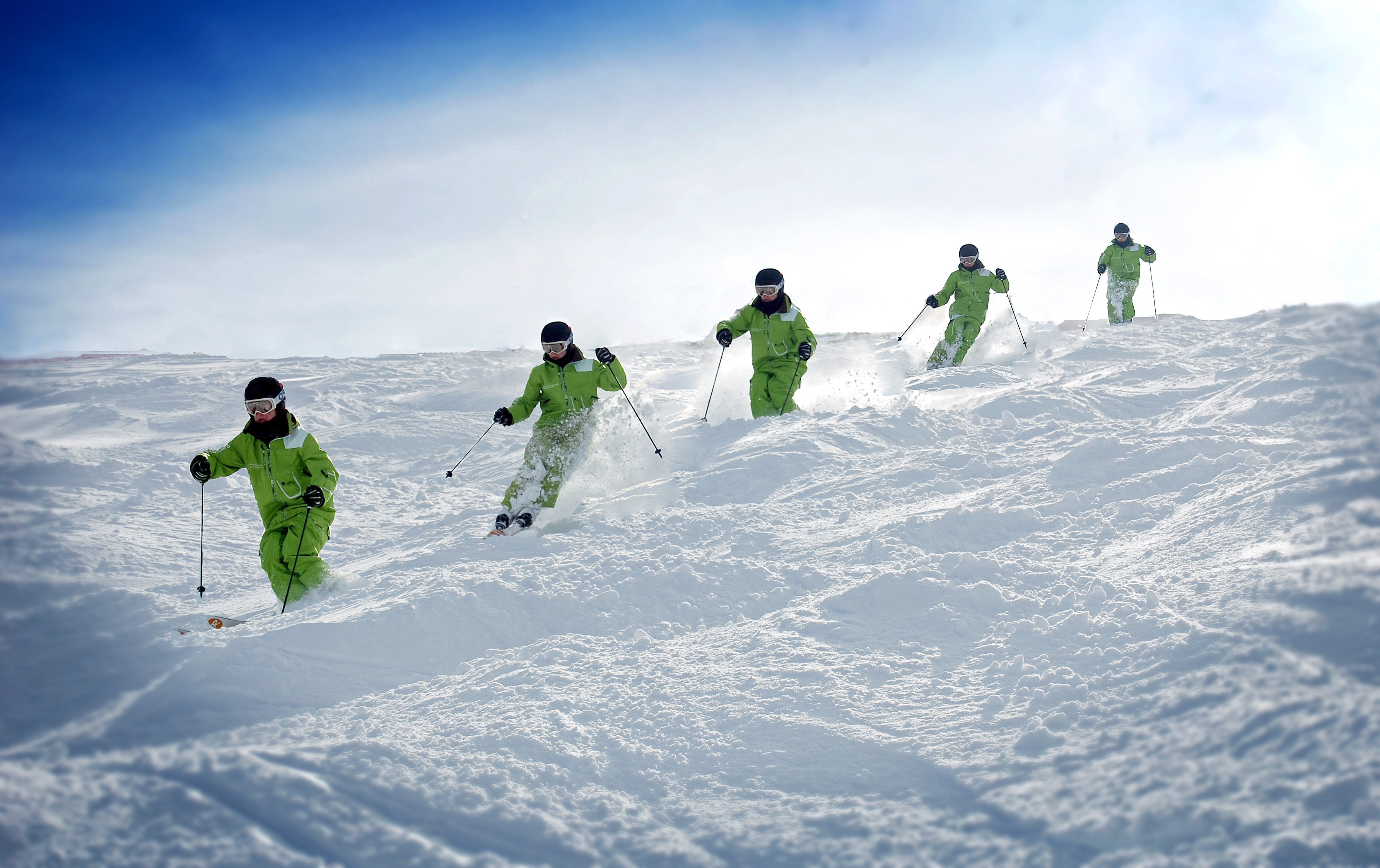
モーグルのターン。

#### モーグル
モーグル（Mogul）とはノルウェー語で「雪上のコブ」を意味する言葉で、それが競技名になっており、雪面に規則的なコブが配置された急斜面をターンを繰り返して滑り降りつつ、途中でジャンプして空中回転などもする競技であり、おもに(1)ターン技術、(2)エアー演技、(3)スピード　を評価して総合点で競い合う。

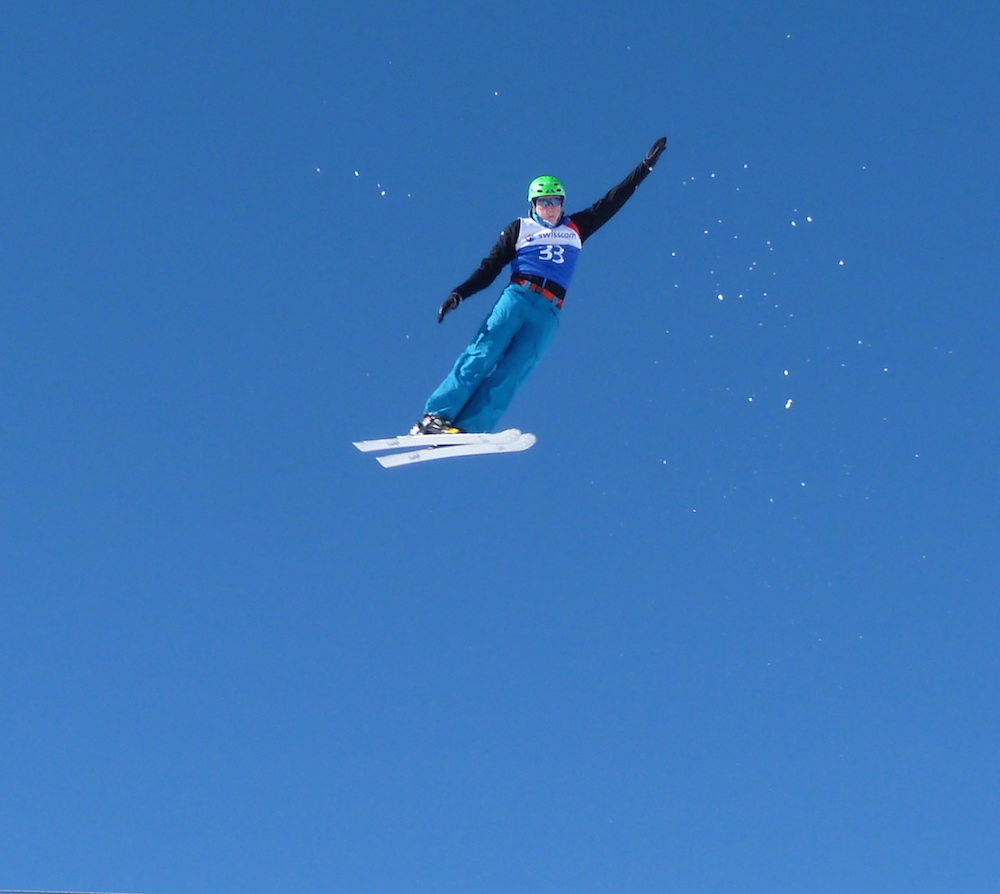
エアリアル

#### エアリアル
スキーで空中演技を競う競技。 長さ160cm程度のスキー板をはいて空中に飛び上がり、着地するまでの短い時間に、さまざまな宙返りをすることを競い合う。

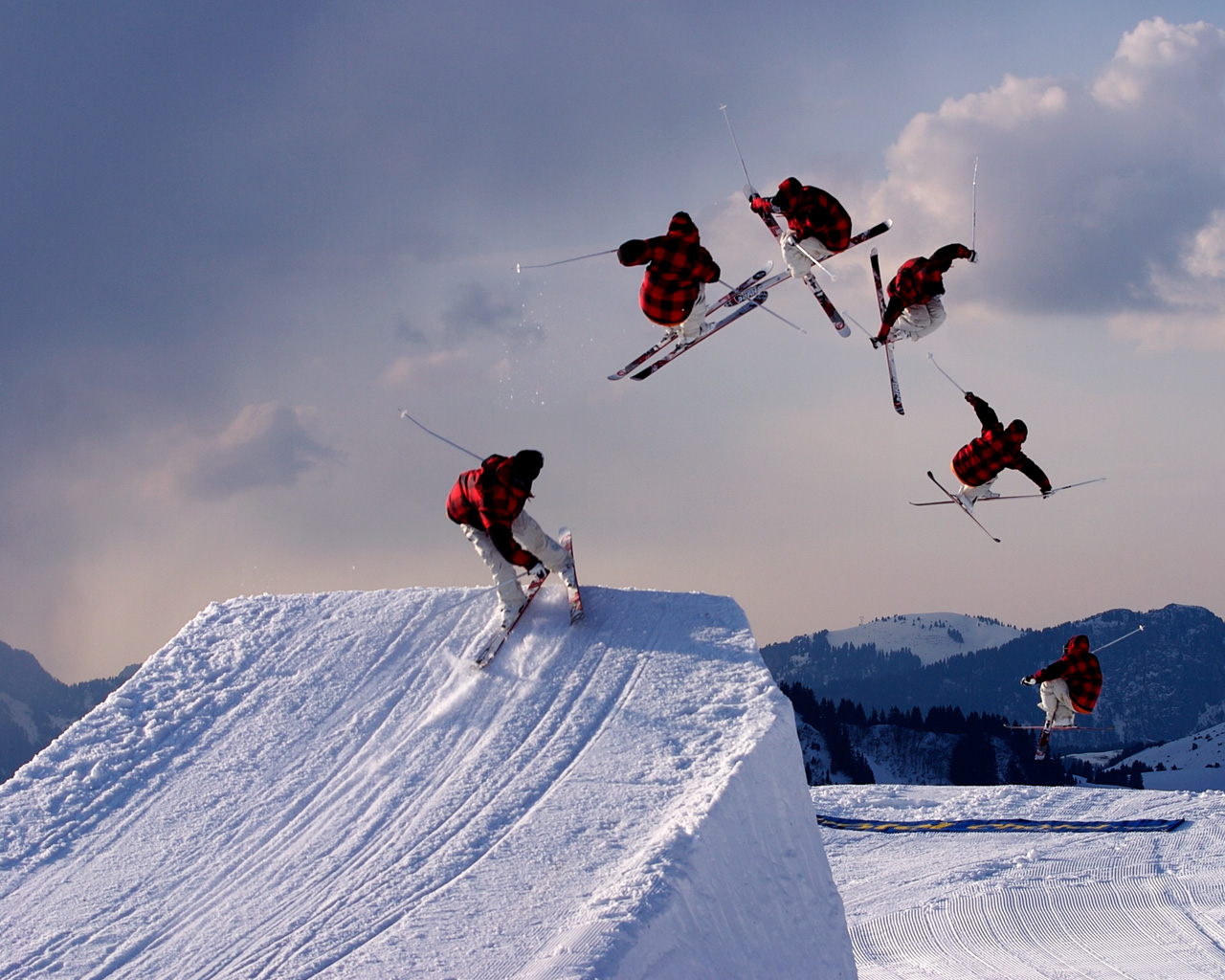
スロープスタイルで見られる技、スイッチ7アイアン（switch 7 iron）

#### スロープスタイル
スロープ（つまり斜面）に設置された複数の「キッカー」（つまりジャンプ台）やレール（つまりレール状や棒状の物体）、ボックスなどの障害物のあるコースで、トリックやジャンプを組み合わせて総合滑走能力を競う競技。前の先端も後の先端も反り返っているスキーをはき、前向きにも後向きにも滑る。

### スノーボード
両足を固定できるようにした1枚の板に横向きで乗り、雪の斜面を滑る競技。1960年代のアメリカで始まったと言われる。技を競う種目とタイムを競う種目とがある。

#### ハーフパイプ

スノーボードのハーフパイプ

#### ビッグエア

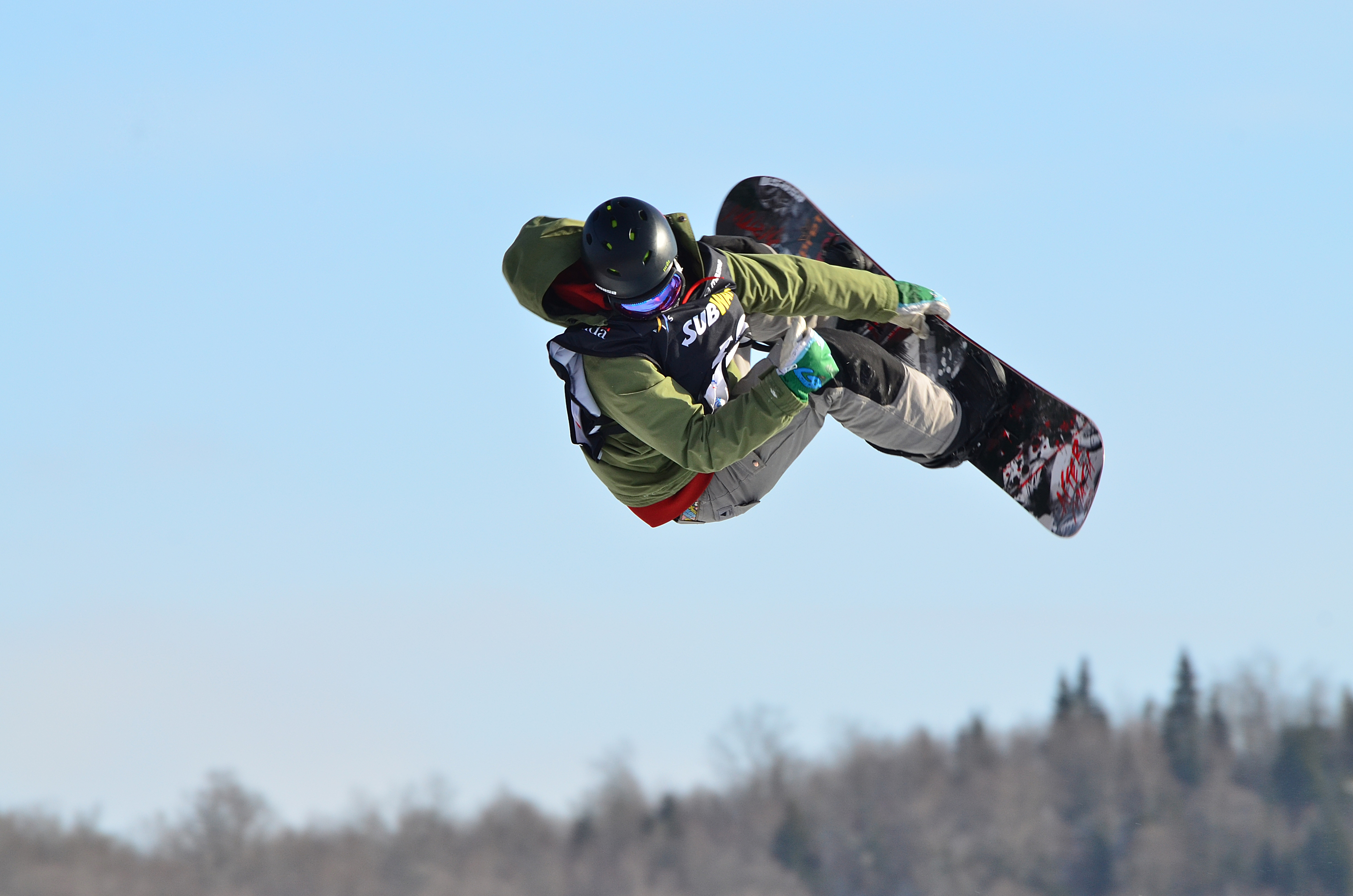
スノーボード・スロープスタイル

#### スノーボードクロス

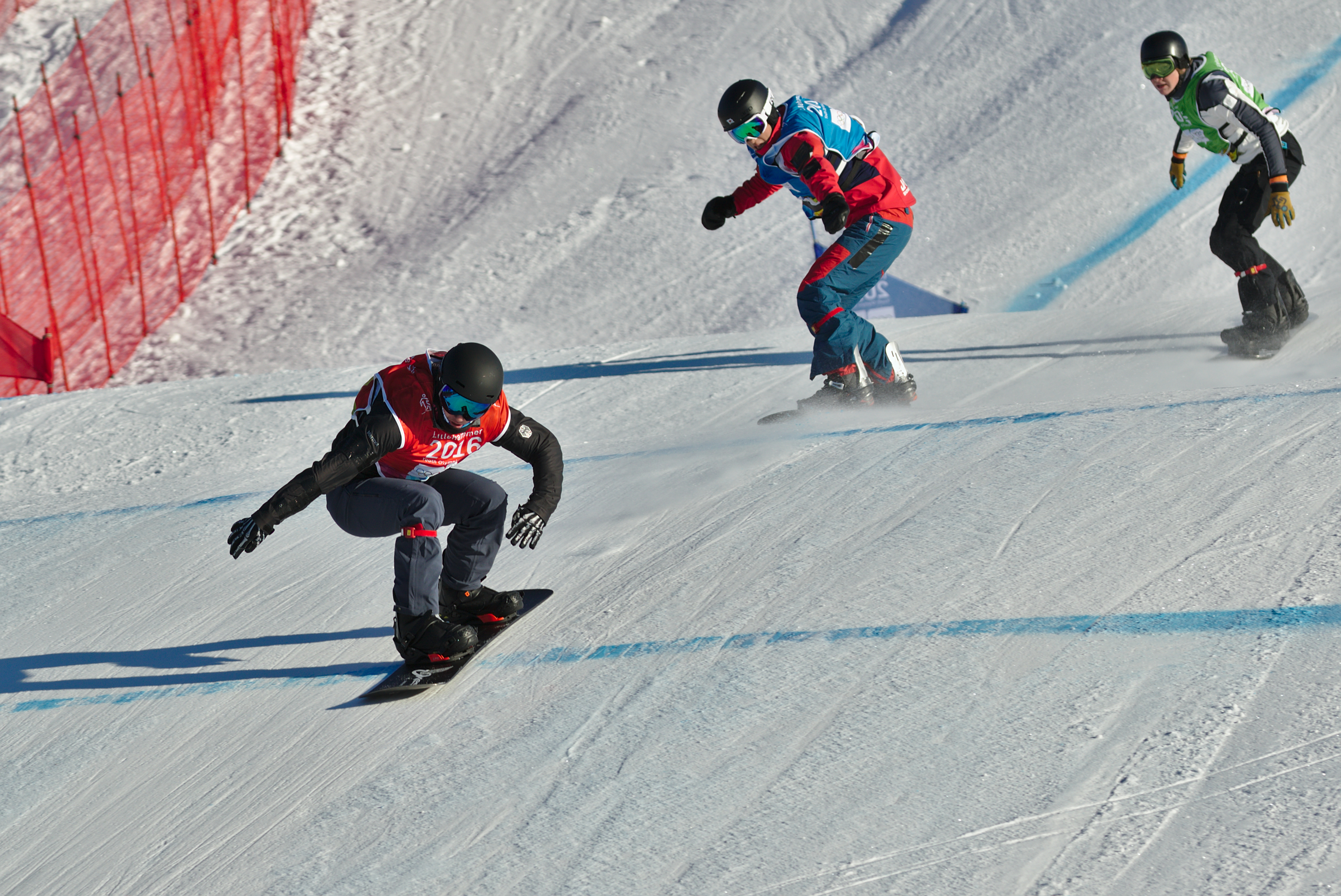
スノーボードクロス

## 氷上競技

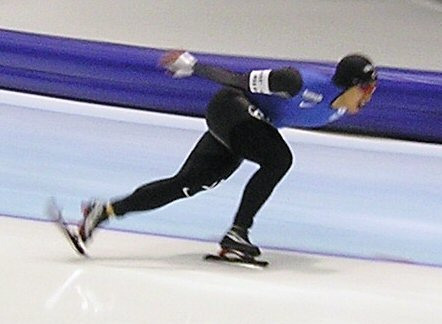
スピードスケート

### スピードスケート
ロングトラックは、1周400mのトラックをスケートで滑り、スピードを競う。内側と外側の2つのコースに分かれたダブルトラックレースと、走路が仕切られていないシングルトラックレースがある。

#### ショートトラック
1周111.12mのトラックを複数の選手が同時に滑り、順位を競う。いつでも追い越しができるため、目まぐるしく順位が変わったり、コースの奪い合いで選手どうしが接触したりする。

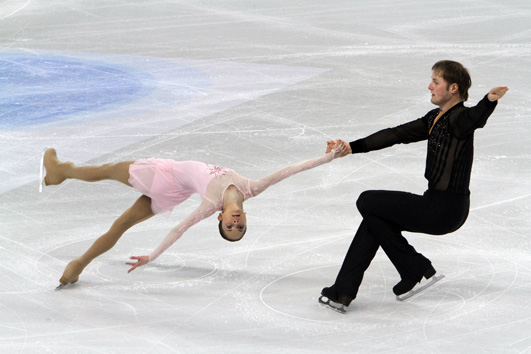
フィギュアスケート。ペアスケーティング。

### フィギュアスケート
音楽に合わせて氷上をスケートで滑り、スピン、ジャンプ、ステップなどの技術や美しさを競う。
1人で行うシングルスケーティング、男女2人で行うペアスケーティングとアイスダンスなどがある。

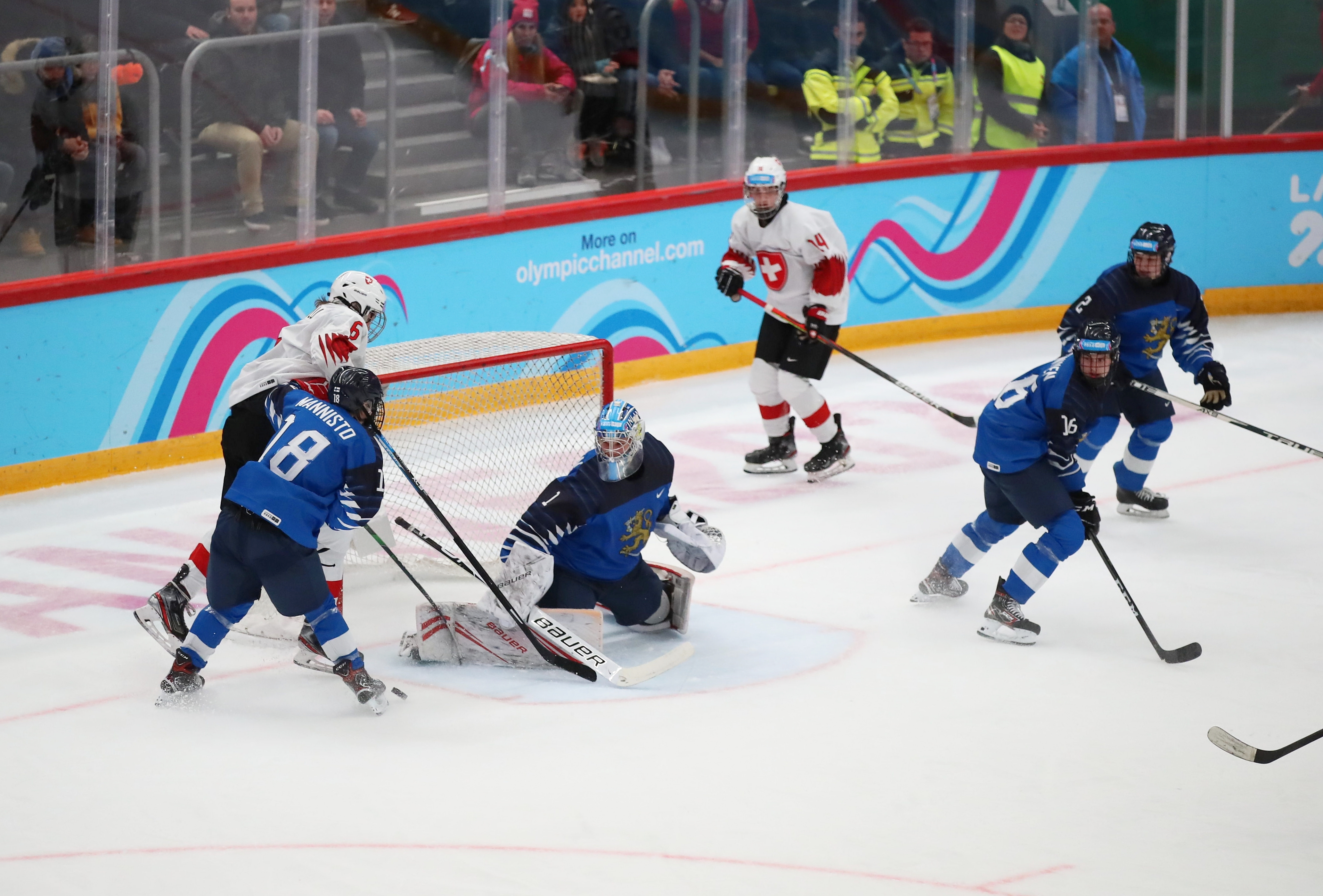
アイスホッケー

### アイスホッケー
スケートを履いて防具を身につけた6人ずつの2チームが、スティックを使ってパックをゴールの中に入れ合い得点を競う。最高50 km/h以上で選手は走り回り、パックの速度は150 km/h以上と言われ、選手どうしの体当たりなどもあり「氷上の格闘技」と呼ばれる。

### カーリング

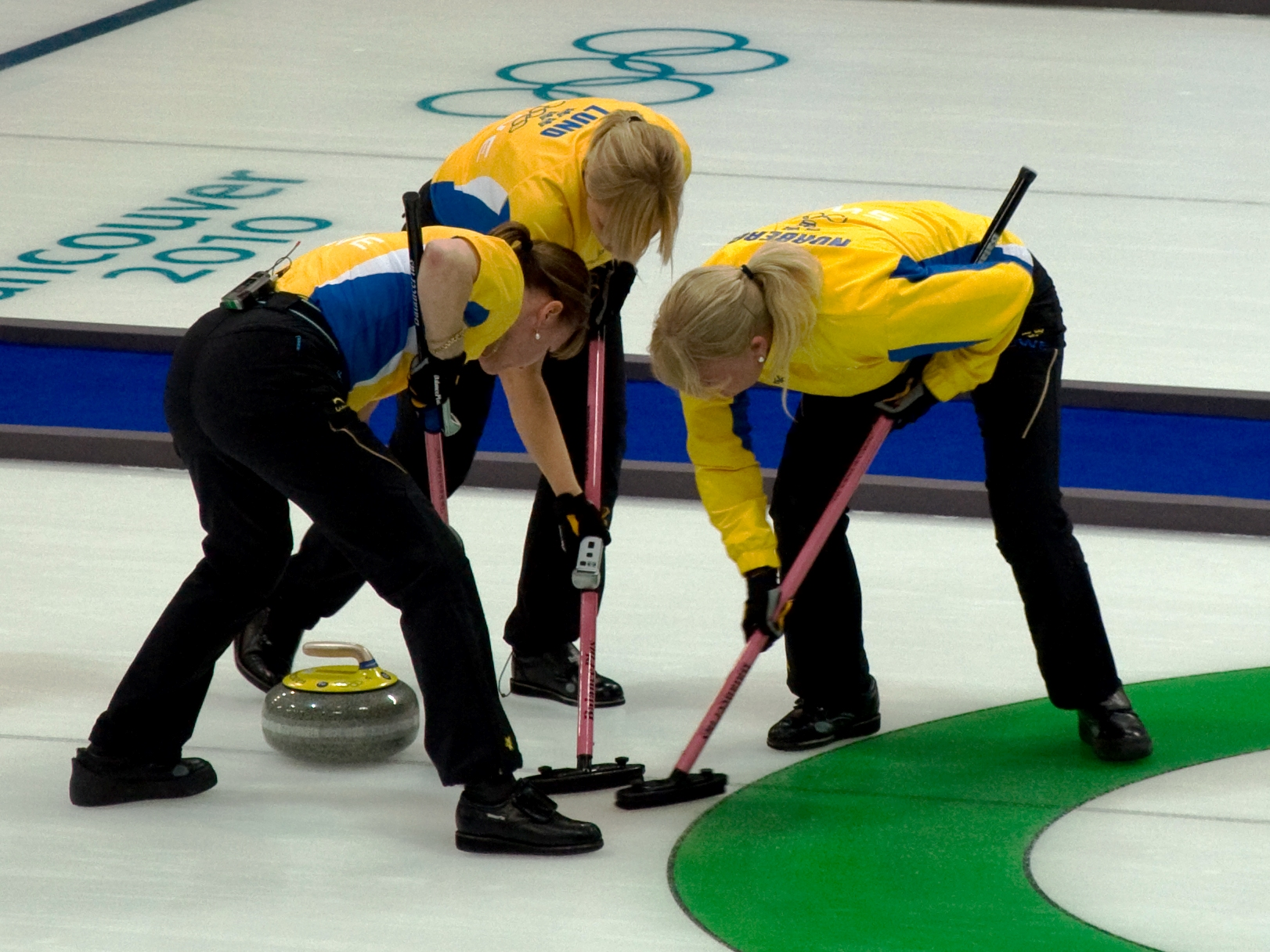
カーリング

ハンドルのついた平らな円形のストーンを氷上で滑らせて約40m先の円に入れ、得点を競う。1人の選手がストーンを放つと、その通路を2人の選手がブルームで掃き、ストーンの速度や方向を調節する。「氷上のチェス」とも呼ばれる。
男女別の競技ばかりが開催されていたが、次第に男女混成チーム同士で対戦する面白さも知られるようになり、2008年より世界ミックスダブルスカーリング選手権が始まった。オリンピックでは2018年の平昌大会からミックスダブルス競技が始まった。

## そり競技

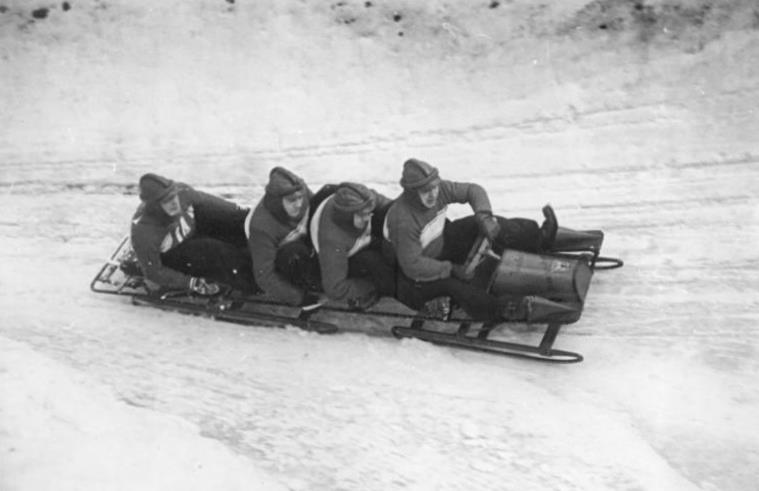
ボブスレー（1951年）

着座あるいはうつ伏せの姿勢でそりに乗ってコースを滑走するスポーツ。
近代スポーツとしてのそり競技（ボブスレー・リュージュ・スケルトン）は19世紀にスイスのサンモリッツを休暇で訪れていたイギリスからの客たちが配達用のそりを遊戯用に改造したのが発祥で、競技トラックの多くは中欧に所在する。
冬季オリンピック競技にはボブスレー、リュージュ、スケルトンの3競技が採用されている。